# Israel Tal
Israel Alon Tal „Talik” (în ebraică ישראל טל; n. 13 septembrie 1924, Mahanayim⁠(d), Districtul de Nord, Israel – d. 8 septembrie 2010, Rehovot, Israel) este un general israelian și un tactician cu renume mondial al luptelor de tancuri. Tactica folosită de el în luptele de blindate din Războiul de Șase Zile (1967) se studiază în academiile militare din lume. 
În cursul Războiului de Yom Kippur (1973) a fost adjunctul șefului Marelui Stat Major.
A inițiat și a condus proiectul tancului Merkava, unul dintre cele mai performante tancuri în prezent. În perioada 1973-1974, generalul Israel Tal a fost comandantul Armatei de Sud a Israelului.
Israel Tal s-a născut în kibuțul Mahanaiym din Galileea. Mama sa, Pnina, născută Segal, era urmașa unei familii de hasidim evrei, care a emigrat la Safed, în Palestina, în anul 1777.
În 1929, la vârsta de 5 ani, pe când locuia la Safed, Israel Tal a scăpat cu viață din pogromul organizat de arabi palestinieni din oraș împotriva locuitorilor evrei. Arabi vecini au blocat ușile casei în care se găsea el, mama și sora sa, și au incendiat-o.  
Ca urmare a acestor evenimente, familia s-a mutat la Beer Tuvya Israel Tal a urmat școala din această așezare, iar la 17 ani s-a înrolat ca voluntar în armata britanică, care se afla atunci în luptă contra Germaniei naziste. 
A servit mai întâi ca infanterist auxiliar în Royal East Kent Regiment ("Buffs") în Egipt și în deșertul libian, apoi în anul 1945 a participat cu regimentul al 2-lea al Brigăzii evreiești palestiniene la luptele de pe râul Senio din Italia. După terminarea războiului a luat parte la acțiuni ale foștilor luptători din Brigadă pentru organizarea emigrației ilegale de refugiați evrei în Palestina mandatară și a procurării de arme pentru lupta de apărare a locuitorilor evrei ai Palestinei. De asemenea a participat la mai multe acțiuni de răzbunare ale grupului numit „Hanokmim” împotriva unor cetățeni germani și austrieci care au participat la genocidul contra evreilor.    